# Ilona Gusenbauer
Ilona Gusenbauer (* 16. September 1947 in Gummersbach bei Köln; als Ilona Majdan) ist eine ehemalige österreichische Leichtathletin.
Sie ist 16-fache Österreichische Staatsmeisterin (zehnmal Staatsmeisterin Hochsprung und sechsmal Basketballmeisterin mit Union Firestone Wien). Ab Ende der 1960er Jahre war sie eine der besten Hochspringerinnen der Welt.

## Werdegang
Ilona Majdan wurde 1947 als Tochter einer Rheinländerin und eines ungarischstämmigen Wieners in Gummersbach bei Köln geboren. 1960 war das 12-jährige hochgeschossene Mädchen bei einem Schulsportfest aufgefallen, als es mit kaum technischem Vorwissen 1,45 Meter übersprang.
Sie wurde erstmals 1966 Österreichische Staatsmeisterin im Hochsprung. Seit 1967 ist sie mit Roland Gusenbauer verheiratet und 1968 wurde ihre Tochter Ulla geboren. Erste internationale Erfahrungen sammelte sie 1968 bei den Olympischen Spielen in Mexiko-Stadt, als sie sieben Monate nach der Geburt ihrer Tochter mit der Höhe von 1,76 m den achten Platz erreichte. Zwei Jahre später gewann sie bei der Universiade in Turin die Bronzemedaille.

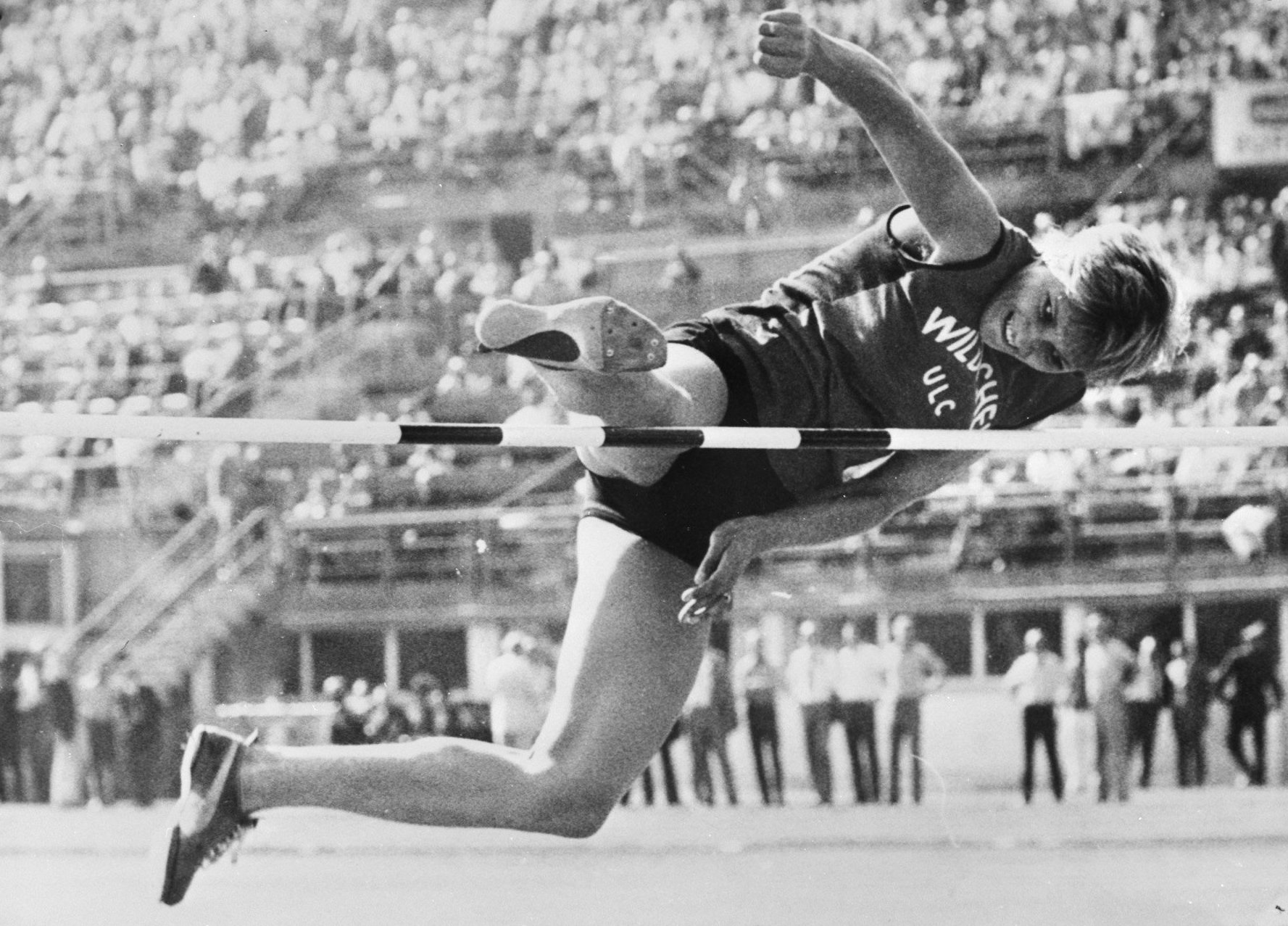
Weltrekordsprung über 1,92 m (September 1971)

In der Folgesaison erreichte sie den Höhepunkt ihrer sportlichen Erfolge: Am 12. August 1971 wurde sie mit 1,87 m in Helsinki Europameisterin. Im ausverkauften Wiener Praterstadion übersprang sie am 4. September beim Sportpressefest 1971 gleich im ersten Versuch die Höhe von 1,92 m und verbesserte damit den zehn Jahre alten Weltrekord der Rumänin Iolanda Balaș um einen Zentimeter. Zum Jahresende 1971 führte sie die Weltbestenliste im Hochsprung an.
Vor den Olympischen Spielen 1972 in München war sie wegen der Veröffentlichung eines Werbebildes durch eine Kunststofffirma gezwungen, dagegen einzubringen, um den Amateurstatus zu behalten. Zu den Spielen selbst reiste Gusenbauer als Favoritin nach München. Im Finalwettkampf musste sie sich aber überraschend der 16-jährigen Ulrike Meyfarth geschlagen geben und belegte am Ende mit übersprungenen 1,88 m den dritten Platz.
Ilona Gusenbauer beendete ihre aktive Karriere in der Leichtathletik 1976 infolge eines Patellarsehneneinrisses. Sie wechselte zum Basketball und wurde sechsfache Staatsmeisterin mit der Frauenmannschaft der Union Firestone Wien. Die dreifache Mutter lebt heute in Breitenfurt im Bezirk Mödling in Niederösterreich.

## Ehrungen
- 1971 Wahl zur Sportlerin des Jahres in Österreich – die Ehrung erfolgte am 10. Juni 1972 beim Sportpressefest im Wiener Praterstadion vor dem Fußball-Weltmeisterschafts-Qualifikationsmatch Österreich gegen Schweden.[6]
- 1996 erhielt sie das Goldene Verdienstzeichen der Republik Österreich.[7]
- 2013 wurde Ilona Gusenbauer im Rahmen der Verleihung der „Wiener Sportstars“ im Wiener Rathaus für ihr Lebenswerk ausgezeichnet.[8]